# Davide Zappacosta
Davide Zappacosta (sinh ngày 11 tháng 6 năm 1992) là cầu thủ bóng đá người Ý hiện đang thi đấu ở vị trí hậu vệ cánh phải cho câu lạc bộ Atalanta và Đội tuyển bóng đá quốc gia Ý.

## Sự nghiệp câu lạc bộ

### Sự nghiệp sớm
Sinh ra tại Sora, Lazio, Zappacosta đã gia nhập đội trẻ của CLB quê nhà Sora vào năm 1998, khi 6 tuổi, với vai trò một cầu thủ tiền đạo. Ở mùa giải 2006–07, anh thi đấu cho đội dưới 15 tuổi của Sora tại Giải Giovanissimi vùng Lazio. Năm 2008, anh chuyển đến Isola Liri, tham gia giải Campionato Nazionale Dante Berretti dành cho đội dưới 20 tuổi, và ra mắt cho đội một trong mùa giải 2009–10; anh có tổng cộng 14 lần ra sân và ghi được một bàn thắng trong giải đấu.

### Atalanta
Vào tháng 1 năm 2011, Zappacosta gia nhập Atalanta thông qua một thỏa thuận chia sẻ quyền sở hữu với mức phí chuyển nhượng là 60.000 euro. Anh thi đấu cho đội Primavera trong sáu tháng. Anh cũng tham gia trong giai đoạn chuẩn bị mùa giải với đội hình chính.

### Avellino
Vào ngày 31 tháng 8 năm 2011, khi anh 19 tuổi, Zappacosta ký hợp đồng với Avellino ban đầu thông qua một hợp đồng cho mượn. Hợp đồng cho mượn sau đó đã được chuyển thành thỏa thuận chia sẻ quyền sở hữu với mức phí 40.000 euro vào năm 2012, sau khi Atalanta mua anh một cách hoàn toàn từ Isola Liri với một mức phí không được tiết lộ.
Anh thi đấu trong 3 mùa giải cho Avellino, hai mùa đầu tiên tại Lega Pro Prima Divisione, giành chức vô địch bảng B của hạng ba trong mùa 2012–13, cũng như đoạt ngôi vô địch lớn sau khi đánh bại Trapani ở bảng A. Sau khi thăng hạng lên Serie B, anh quyết định xăm ngày "05.05.2013". Năm sau đó, anh ghi bàn ra mắt trong Serie B trong trận thắng 2–1 trước Novara, nổi bật như một trong những hậu vệ cánh trái xuất sắc nhất tại giải đấu.

### Trở lại Atalanta

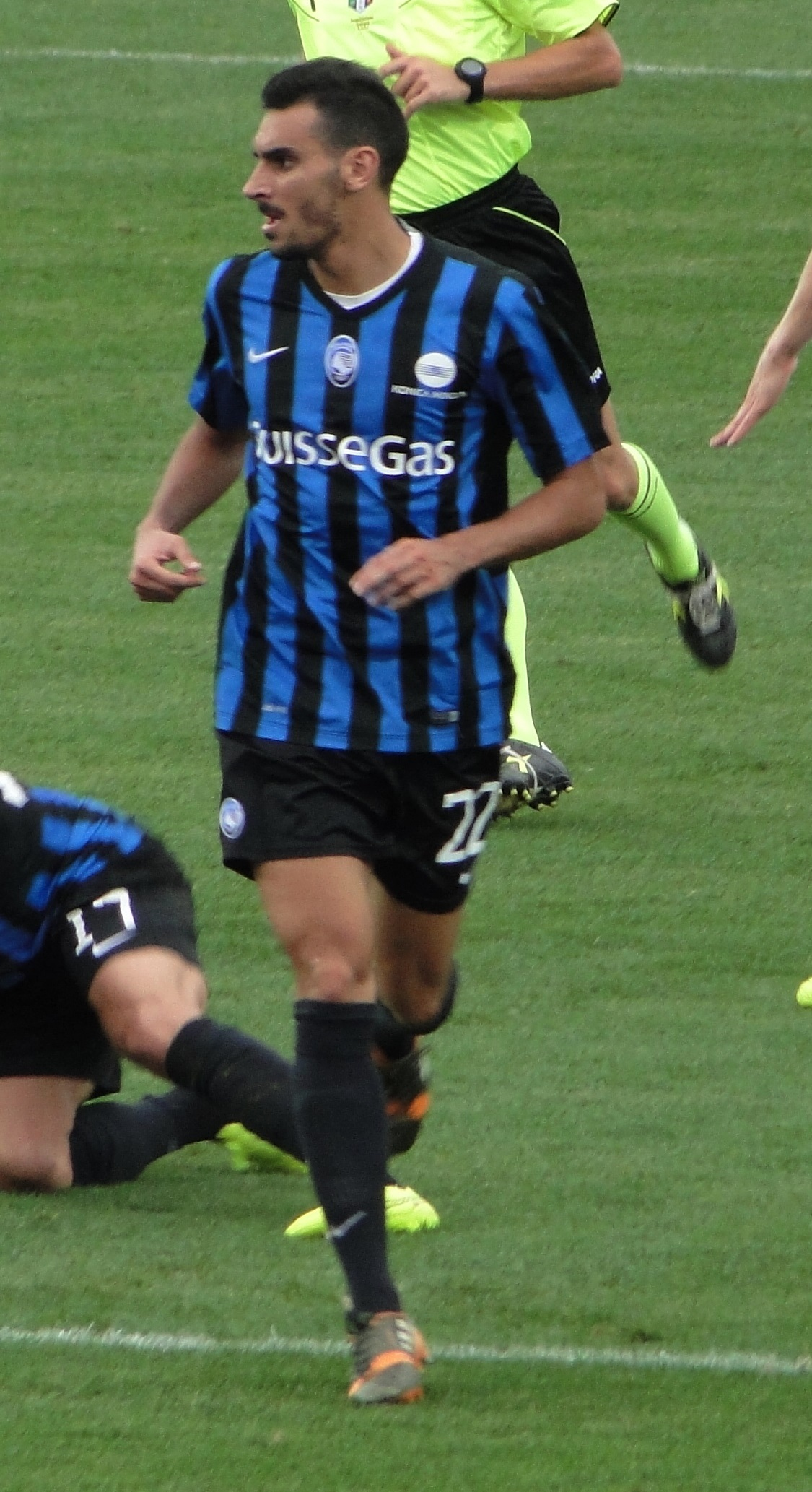
Zappacosta thi đấu cho Atalanta năm 2014

Vào ngày 4 tháng 6 năm 2014, Zappacosta trở lại đội bóng Atalanta với mức phí 900.000 euro, và ký kết hợp đồng 4 năm. Anh ra sân chính thức cho Atalanta vào ngày 23 tháng 8 năm 2014 trong trận thắng 2–0 trước Pisa ở vòng loại thứ ba của Coppa Italia mùa 2014–15. Ngày 31 tháng 8 năm 2014, Zappacosta ra sân ở Serie A lần đầu tiên, bắt đầu trong trận hòa 0–0 trên sân nhà trước Hellas Verona. Ngày 6 tháng 1 năm 2015, anh ghi bàn đầu tiên của mình trong Serie A ở phút thứ 37 trong trận hòa 2–2 với Genoa. Ngày 11 tháng 1, chỉ một tuần sau, anh ghi bàn thứ hai ở phút thứ 72 trong trận hòa 1–1 trên sân nhà trước Chievo Verona. Ngày 8 tháng 2, Zappacosta ghi bàn thứ ba của mùa giải trong phút thứ 9 trong trận thua 2–3 trên sân khách trước Fiorentina. Anh kết thúc mùa giải 2014–15 cho Atalanta với 30 lần ra sân, ghi ba bàn và có một đường kiến tạo.

### Chuyển đến Torino
Ngày 10 tháng 7 năm 2015, anh được bán cho Torino, trong thỏa thuận chuyển nhượng cũng mang đến tiền vệ Daniele Baselli đến Piedmont, với tổng mức phí chuyển nhượng 10 triệu euro. Ngày 20 tháng 9, Zappacosta có trận ra mắt cho Torino khi vào sân thay Bruno Peres ở phút thứ 76 trong trận thắng 2–0 trên sân nhà trước Sampdoria. Anh ghi bàn đầu tiên cho câu lạc bộ vào ngày 28 tháng 10 trong trận hòa 3–3 trên sân nhà trước Genoa. Zappacosta kết thúc mùa giải đầu tiên tại Torino với 26 lần ra sân, ghi một bàn và có một đường kiến tạo, và mùa giải thứ hai với 29 lần ra sân, ghi một bàn và có năm đường kiến tạo.

### Gia nhập Chelsea

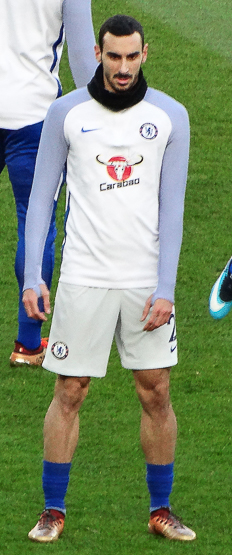
Zappacosta tập luyện cùng Chelsea năm 2017

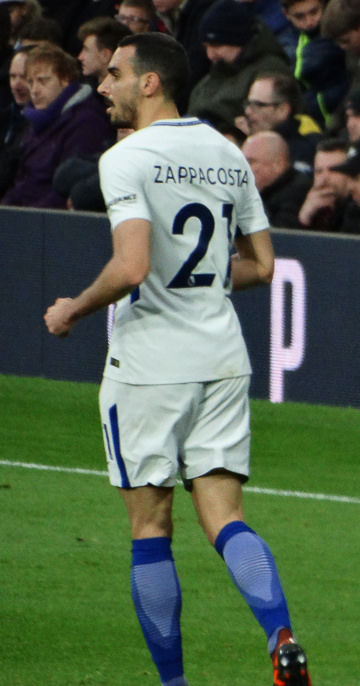
Zappacosta thi đấu cho Chelsea năm 2017

Vào ngày 31 tháng 8 năm 2017, Zappacosta đã chuyển đến Chelsea với mức phí được báo cáo là 28 triệu euro cộng thêm tiền thưởng. Anh đã ký hợp đồng 4 năm tại Stamford Bridge. Thương vụ này được hoàn tất chỉ vài phút trước khi kết thúc thời gian chuyển nhượng vào ngày cuối. Zappacosta ra mắt Chelsea vào ngày 9 tháng 9 như một cầu thủ dự bị thay cho Victor Moses ở phút thứ 74 trong chiến thắng 2–1 trên sân khách trước Leicester City. Anh cũng có trận ra mắt ở Champions League và ghi bàn đầu tiên cho Chelsea vào ngày 12 tháng 9 năm 2017, trong trận thắng 6–0 trên sân nhà trước Qarabağ FK. Với bàn thắng này, Zappacosta trở thành cầu thủ thứ 100 của Ý ghi bàn trong Champions League. Bàn thắng đầu tiên của anh trong giải Premier League đến từ ngoài vòng cấm trong trận thắng 5–0 trên sân nhà trước Stoke City vào ngày 30 tháng 12 năm 2017. Cuối mùa giải, anh không được sử dụng trong trận Chelsea đánh bại Manchester United trong trận chung kết FA Cup 2018.
Ngày 29 tháng 5 năm 2019, Zappacosta đã xuất hiện trong chiến thắng 4–1 của Chelsea trước Arsenal trong trận chung kết 2019 UEFA Europa League, khi vào sân như cầu thủ dự bị thay cho Eden Hazard.

#### Cho mượn tại Roma
Vào ngày 21 tháng 8 năm 2019, Zappacosta đã ký gia hạn hợp đồng tại Chelsea thêm một năm và sau đó gia nhập Roma theo dạng cho mượn trong vòng sáu tháng ban đầu, với tùy chọn gia hạn thêm đến cuối mùa giải 2019-20. Ngày 4 tháng 10 năm 2019, Zappacosta gặp chấn thương dây chằng trước trong quá trình tập luyện.

#### Cho mượn tại Genoa
Vào ngày 19 tháng 9 năm 2020, Zappacosta quay trở lại Italy với đội Genoa theo dạng cho mượn cho đến hết mùa giải 2020–21. Một ngày sau đó, vào ngày 20 tháng 9, anh đã ghi bàn trong trận ra mắt khi Genoa đánh bại Crotone với tỷ số 4-1 trên sân nhà.

### Lần thứ hai trở lại Atalanta
Vào ngày 24 tháng 8 năm 2021, Zappacosta quay trở lại Bergamo để ký hợp đồng với Atalanta lần thứ ba trong sự nghiệp. Anh đã hoàn thành kiểm tra y tế và ký hợp đồng 4 năm vào ngày hôm sau, với thông tin cho biết anh được mua từ Chelsea với mức phí xấp xỉ 10 triệu euro, cộng thêm khoản phụ phí. Anh đã ghi bàn đầu tiên cho Atalanta trong trận đấu với Sassuolo.

## Sự nghiệp quốc tế
Trong thời gian anh chơi bóng tại Irpinia, Davide Zappacosta đã có trận ra mắt trong màu áo Đội tuyển U-21 quốc gia Italia vào ngày 5 tháng 9 năm 2013. Trận đấu này là một trận loại trực tiếp cho vòng loại Giải vô địch bóng đá U-21 châu Âu 2015, khi Italia U-21 đụng độ U-21 Bỉ và thất bại với tỉ số 3–1. Anh cũng được gọi vào Đội tuyển U-21 Serie B quốc gia Italia tham gia trận giao hữu với một đội tuyển các cầu thủ tự do, trong kỳ tập trung do Hiệp hội Cầu thủ Bóng đá Italia tổ chức vào tháng 8 năm 2013.
Anh tham gia Giải vô địch bóng đá U-21 châu Âu 2015 tại Cộng hòa Séc và đảm nhận vị trí hậu vệ phải trong đội hình xuất phát của Italia trong cả ba trận đấu. Tuy nhiên, Italia U-21 đã không thể vượt qua vòng bảng.
Vào tháng 5 năm 2016, Zappacosta được HLV Antonio Conte triệu tập vào Đội tuyển quốc gia Italia để chuẩn bị cho VCK Euro 2016. Anh cũng có tên trong danh sách 30 cầu thủ dự bị cho giải đấu này. Vào ngày 31 tháng 5, anh được chọn là một trong ba cầu thủ dự bị của Đội tuyển quốc gia Italia tham dự Euro 2016.
Anh ra mắt cho Đội tuyển quốc gia Italia vào ngày 12 tháng 11 năm 2016, trong trận đấu với Đội tuyển Liechtenstein trong khuôn khổ vòng loại Giải vô địch bóng đá thế giới 2018. Anh đá từ vị trí hậu vệ phải.

## Thống kê sự nghiệp

### Câu lạc bộ
Cập nhật đến ngày 10 tháng 5 năm 2018.
| Câu lạc bộ          | Mùa giải            | Giải đấu                   | Giải đấu | Giải đấu | Cúp quốc gia | Cúp quốc gia | Cúp liên đoàn | Cúp liên đoàn | Châu Âu | Châu Âu | Khác | Khác | Tổng cộng | Tổng cộng |
| Câu lạc bộ          | Mùa giải            | Hạng                       | Trận     | Bàn      | Trận         | Bàn          | Trận          | Bàn           | Trận    | Bàn     | Trận | Bàn  | Trận      | Bàn       |
| ------------------- | ------------------- | -------------------------- | -------- | -------- | ------------ | ------------ | ------------- | ------------- | ------- | ------- | ---- | ---- | --------- | --------- |
| Isola Liri          | 2009–10             | Lega Pro Seconda Divisione | 2        | 0        | 0            | 0            | —             | —             | —       | —       | —    | —    | 2         | 0         |
| Isola Liri          | 2010–11             | Lega Pro Seconda Divisione | 12       | 1        | 0            | 0            | —             | —             | —       | —       | —    | —    | 12        | 1         |
| Isola Liri          | Tổng cộng           | Tổng cộng                  | 14       | 1        | 0            | 0            | —             | —             | —       | —       | —    | —    | 14        | 1         |
| Avellino            | 2011–12             | Lega Pro Prima Divisione   | 27       | 0        | 0            | 0            | —             | —             | —       | —       | —    | —    | 27        | 0         |
| Avellino            | 2012–13             | Lega Pro Prima Divisione   | 24       | 1        | 1            | 0            | —             | —             | —       | —       | 2    | 0    | 27        | 1         |
| Avellino            | 2013–14             | Serie B                    | 32       | 2        | 4            | 0            | —             | —             | —       | —       | —    | —    | 36        | 2         |
| Avellino            | Tổng cộng           | Tổng cộng                  | 83       | 3        | 5            | 0            | —             | —             | —       | —       | 2    | 0    | 90        | 3         |
| Atalanta            | 2014–15             | Serie A                    | 29       | 3        | 1            | 0            | —             | —             | —       | —       | —    | —    | 30        | 3         |
| Torino              | 2015–16             | Serie A                    | 25       | 1        | 1            | 0            | —             | —             | —       | —       | —    | —    | 26        | 1         |
| Torino              | 2016–17             | Serie A                    | 29       | 1        | 0            | 0            | —             | —             | —       | —       | —    | —    | 29        | 1         |
| Torino              | 2017–18             | Serie A                    | 2        | 0        | 1            | 0            | —             | —             | —       | —       | —    | —    | 3         | 0         |
| Torino              | Tổng cộng           | Tổng cộng                  | 56       | 2        | 2            | 0            | —             | —             | —       | —       | —    | —    | 58        | 2         |
| Chelsea             | 2017–18             | Premier League             | 22       | 1        | 4            | 0            | 4             | 0             | 5       | 1       | —    | —    | 35        | 2         |
| Chelsea             | Tổng cộng           | Tổng cộng                  | 22       | 1        | 4            | 0            | 4             | 0             | 5       | 1       | 0    | 0    | 35        | 2         |
| Tổng cộng sự nghiệp | Tổng cộng sự nghiệp | Tổng cộng sự nghiệp        | 206      | 10       | 12           | 0            | 4             | 0             | 5       | 1       | —    | —    | 227       | 11        |

### Đội tuyển quốc gia
Tính đến 7 tháng 9 năm 2018
| Đội tuyển quốc gia | Năm       | Trận | Bàn |
| ------------------ | --------- | ---- | --- |
| Ý                  |           |      |     |
| 2016               | 2         | 0    |     |
| 2017               | 5         | 0    |     |
| 2018               | 6         | 0    |     |
| Tổng cộng          | Tổng cộng | 13   | 0   |

## Danh hiệu
Avellino
- Lega Pro Prima Divisione: 2012–13
- Supercoppa di Lega Pro Prima Divisione: 2013

Chelsea
- FA Cup: 2017–18[49]
- UEFA Europa League: 2018–19

Atalanta
- UEFA Europa League: 2023–24[50]